# The Take Off and Landing of Everything
The Take Off and Landing of Everything – szósty album studyjny grupy Elbow, wydany 10 marca 2014 roku.
Pierwotnie tytuł albumu miał brzmieć All at Once, następnie zmieniono go na Carry Her, Carry Me. Ostatecznie członkowie grupy postanowili nadać mu tytuł The Take Off and Landing of Everything.

## Lista utworów
1. „This Blue World” – 7:12
2. „Charge” – 5:17
3. „Fly Boy Blue/Lunette” – 6:22
4. „New York Morning” – 5:26
5. „Real Life (Angel)” – 6:46
6. „Honey Sun” – 4:44
7. „My Sad Captains” – 5:59
8. „Colour Fields” – 3:37
9. „The Take Off and Landing of Everything” – 7:14
10. „The Blanket of Night” – 4:14